# Song Zhezong
Zhezong (哲宗,  Zhézōng,  Che2-tsung1 – „Vorfahre der Weise“; * 4. Januar 1076 in Kaifeng; † 23. Februar 1100 ebenda) war der 7. Kaiser der (Nördlichen) Song-Dynastie. Er war Sohn von Song Shenzong.

## Leben
Zhezong war der 6. Sohn von Shenzong. Während seiner Regierungszeit wurde die Politik allerdings von der Kaiseringroßmutter Gao kontrolliert.

## Familie

### Kaiserin
- Kaiserin Meng
- Kaiserin Liu

### Nachkommen

#### Sohn
- Zhao Mao

#### Töchter
- Deng-Prinzessin
- Chen-Prinzessin
- Qin-Prinzessin
- Yang-Prinzessin

| Vorgänger | Amt                                | Nachfolger |
| --------- | ---------------------------------- | ---------- |
| Shenzong  | Kaiser von China 1085–1100         | Huizong    |
| Shenzong  | Kaiser der Song-Dynastie 1085–1100 | Huizong    |

| Personendaten    | Personendaten                             |
| ---------------- | ----------------------------------------- |
| NAME             | Song Zhezong                              |
| ALTERNATIVNAMEN  | 宋哲宗 (chinesisch)                       |
| KURZBESCHREIBUNG | siebter Kaiser der Song-Dynastie in China |
| GEBURTSDATUM     | 4. Januar 1076                            |
| GEBURTSORT       | Kaifeng                                   |
| STERBEDATUM      | 23. Februar 1100                          |
| STERBEORT        | Kaifeng                                   |